# Clare Polkinghorne
Clare Elizabeth Polkinghorne (født 1. februar 1989) er en kvindelig australsk fodboldspiller, der spiller forsvars for svenske Vittsjö GIK i Damallsvenskan og Australiens kvindefodboldlandshold.
Hun har tidligere spillet for Queensland Lions og Brisbane Roar i den australske W-League og amerikanske Portland Thorns og Houston Dash i National Women's Soccer League (NWSL). Inden skiftet til svenske Vittsjö GIK, var hun fortsat lejet ud til australske Brisbane Roar. Men forinden det spillede hun for norske Avaldsnes IL i Toppserien.
I 7. januar 2017, blev Polkinghorne den første spiller til at nå 100 klubkampe i den australske W-League, for Brisbane Roar.
Hun deltog under VM 2019 i Frankrig og Sommer-OL 2020 i Tokyo.